# Aidt Kirke
Aidt kirke är en kyrka som ligger i Aidt sogn i det tidigare Houlbjerg herred i Viborg amt, nu i Favrskovs kommun i Region Midtjylland.

## Kyrkobyggnaden

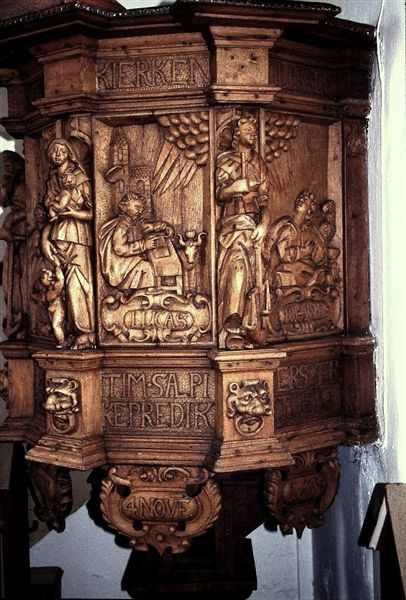
Predikstolen

Under 1200-talet tillhörde kyrkan klostret i Tvilum. Nederdelen av nuvarande torn härstammar från ett äldre torn i sengotisk stil. Överdelen av äldre tornet togs ned 1768 och nuvarande överdel tillbyggdes 1942. Vapenhuset vid västra sidan uppfördes 1886 då kyrkan genomgick en större ombyggnad.